# Colonial National Historical Park
Le Colonial National Historical Park est une aire protégée américaine en Virginie. Établi en 1936 en remplacement d'un monument national créé dès 1930, ce parc historique national protège différents sites patrimoniaux hérités de l'ancienne colonie de Virginie. Il est inscrit au Registre national des lieux historiques depuis le 15 octobre 1966.